# Stig Alyhr
Stig Gustav Alyhr, född 22 april 1919 i Visby, död 3 november 1995 på Fårö, var en svensk målare och tecknare.

## Biografi

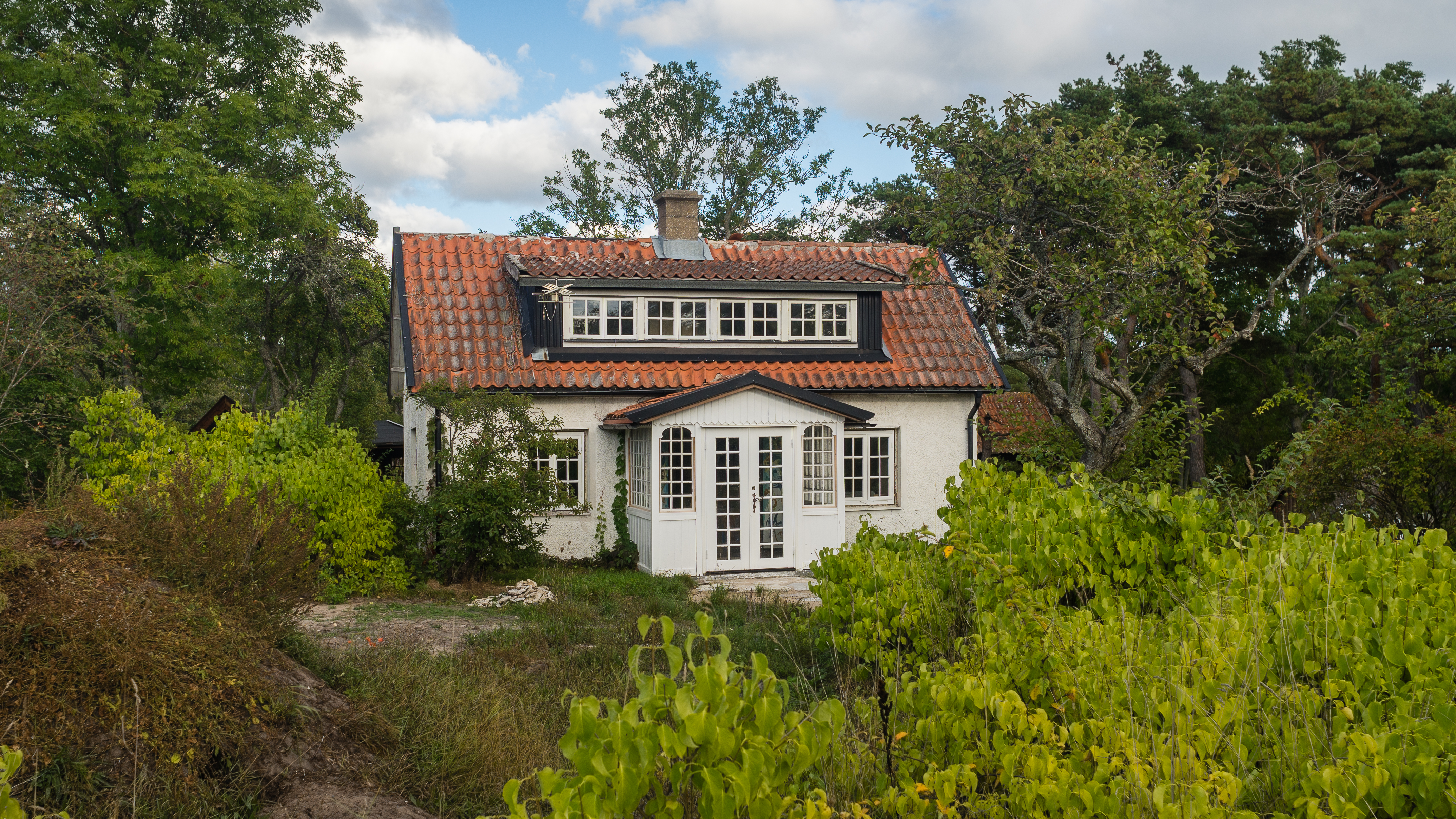
Stig Alyhrs gård Simunds på Fårö.

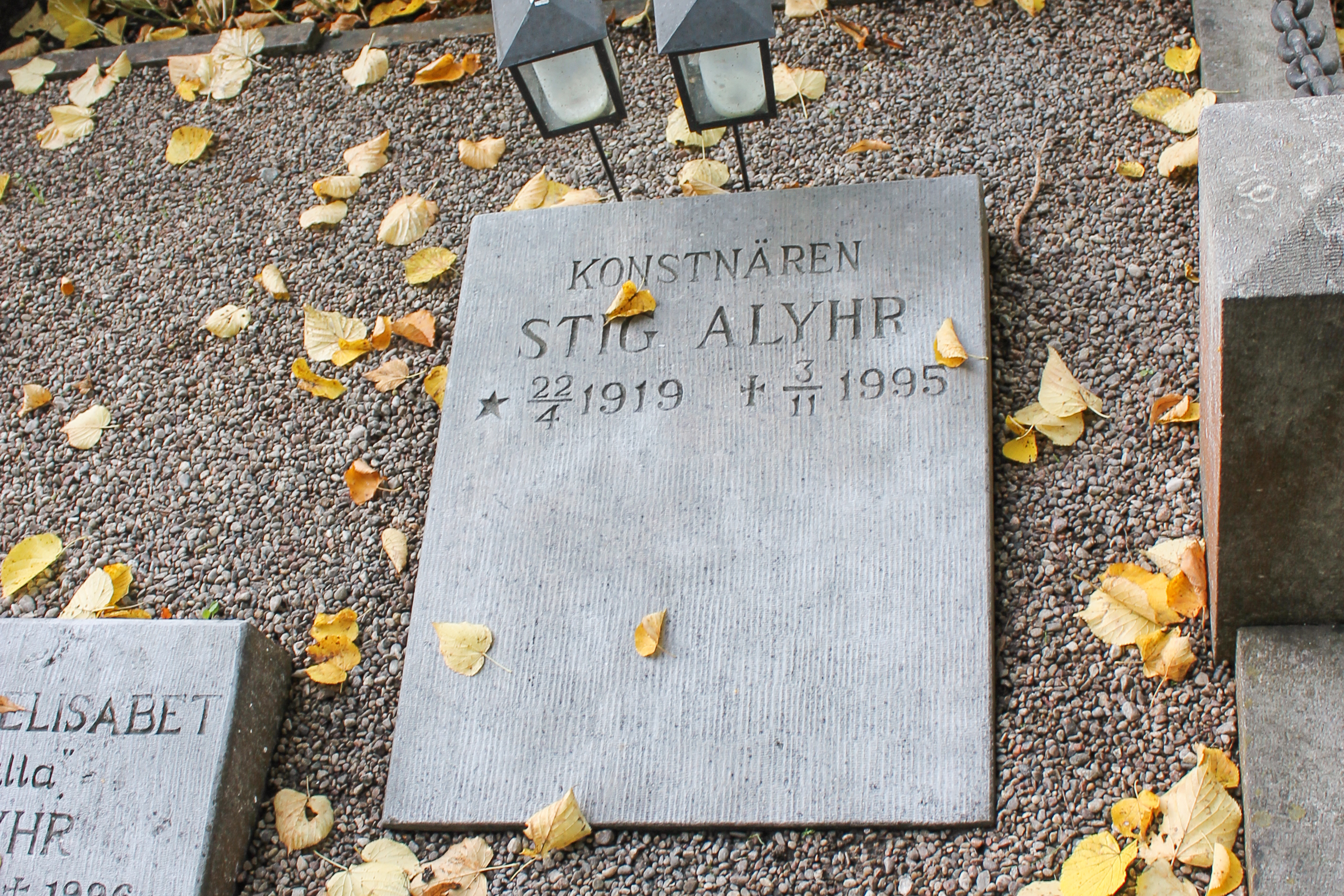
Stig Alyhrs grav på Södra kyrkogården i Visby.

Stig Alyhr var son till Henrik och Anna Alyhr. Fadern var köpman och drev en framgångsrik cykel- och bilfirma i Visby under uppväxtåren. Redan som tonåring visade Stig Alyhr ett konstnärligt intresse, han målade, tecknade och spelade bland annat fiol för Friedrich Mehler, Ruinspelens skapare. Mellan åren 1941 och 1943 studerade han konst och teckning hos Edward Berggren i Stockholm och därefter vidtog konststudier hos Isaac Grünewald åren 1944–1946.
Sommaren 1945 medverkade han i sin första samlingsutställning i samband med 300-årsfirandet av freden i Brömsebro. Utställningen visades i Visby rådhus i regi av Gotlands konstförening. Han gifte sig 1947 med Vanja Näs som dansade med Cassleflickorna där även Alyhr arbetade som bland annat scenograf och kostymtecknare fram till 1963. Den första separatutställningen skedde 1950 på Ekströms i Kungsträdgården i Stockholm. År 1952 gjorde han en större monumentalmålning, Galopp till gästabud, i tappningshallen på Åbro bryggeri i Vimmerby.
Under kommande decennier företog han många studie- och arbetsresor utomlands, företrädesvis till öar som Ibiza och Korsika. År 1955 följde han en längre tid arbetet vid Cirkus Orlando då han målade både porträtt och gjorde flera djurstudier. Uppdragen och resorna blandades med utställningar som förde honom till bland annat Finland, Danmark, Tyskland, Frankrike, Spanien, Italien och Grekland.
Redan 1948 kom Stig Alyhr till Fårö och ett tiotal år senare köpte han gården Simunds som också blev hans fasta punkt i tillvaron under resten av livet. Här målade han mycket landskap och genomförde ett flertal resor till Gotska Sandön där han vistades månader i sträck. Under 1970- och 1980-talen fick han flera utställningsframgångar i Tyskland varifrån hans andra hustru, Christine Späth härstammade. Här ställde han ut i bland annat Augsburg, München, Düsseldorf, Nürnberg och Dortmund.
I Dortmund skedde 1987 en tragisk hissolycka som satte punkt för det aktiva konstnärskapet. Han hann dock uppleva två retrospektiva utställningar, dels 1992 på Gotlands konstmuseum och dels 1995 på Claudelinska huset i Ljugarn. Konstnären Stig Alyhr är begravd i familjegraven på Södra kyrkogården i Visby.

## Stig Alyhrs måleri

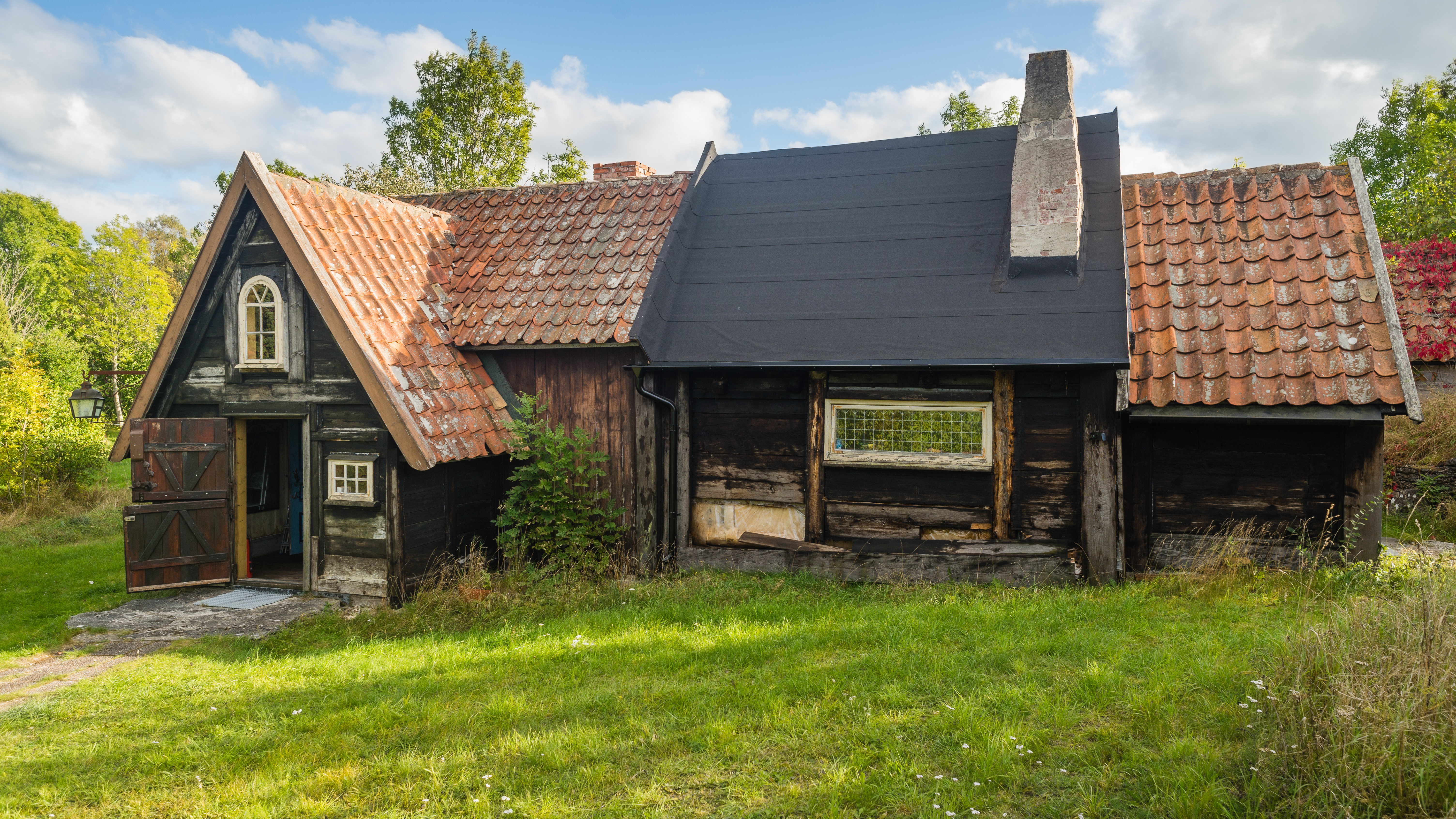
Stig Alyhrs ateljé vid gården Simunds på Fårö.

Stig Alyhr var kolorist och en representant för det moderna nordiska måleriet, och även om han talade sitt alldeles eget språk, kunde han knytas till expressionismen.Själv betraktade han sig som både impressionist och expressionist. Han arbetade med många tekniker så som grafik, akvarell, kol, blyerts, filtpenna, tempera men framför allt med olja.
Konstkritikern Torsten Bergmark skriver den 16 mars 1950 i Dagens Nyheter om utställningen, Svenska och Franska landskap, på Ekströms: "Hans färg är den våldsammaste och hetsigaste som kan tänkas, gult, rött och blått i en anhopning som skär i ögonen. Denna färg försöker målaren förena med en konventionell form- och rumsuppfattning, vilket har till följd att man uppfattar färgen som lokalfärg. En lokalfärg måste ligga på plats  i rummet. Det gör den i de flesta fall inte hos Alyhr och bilderna faller sönder i oförenliga delar" men avslutade mer positivt "Det finns detaljer i vissa målningar där konstnären har behärskat sig, som tyder på att han borde kunna göra något av sin färgförälskelse".
Den första separatutställningen i hans barndomsstad Visby skedde 1968 på Gotlands Fornsal. Rubriken på recensionen i Gotlands Folkblad var "En explosion i färg" och Nils Hammarström skrev: "Tycker man om färg så bör man se Stig Alyhrs utställning på Sävesalen. Han målar med en kraft som känns och som är fullt synbar".
Wolfgang Brusch skrev i boken Der Maler Stig Alyhr från 1978 att "Den som möter Stig Alyhrs verk blir närmast elektrifierad, då han känner igen något han är förtrogen med, förvånas över det nya i verken och finner samtidigt en impressionistisk-expressionistisk värld, som förenar urkraft med stark sensibilitet".
Hans konst bestod till stor del av landskap, porträtt och nakna figurer. Han har själv formulerat sitt skapande när det gäller landskapsmåleri på följande sätt "det är ett oerhört äventyr att få komma ut och se hur ett landskap rullas upp för en – och sedan få rasa in i färgerna. Då räknas bara måleriet".

## Utställningar (urval)
- 1945 – Rådhuset, i regi av Gotlands konstförening, Visby (samlingsutställning)
- 1947 – Helsingfors (samlingsutställning)
- 1948 – Paris (samlingsutställning)
- 1950 – "Svenska och Franska landskap" på Ekströms i Kungsträdgården, Stockholm
- 1952 – Ståhls i Vimmerby
- 1953 – Konstakademin, Stockholm (samlingsutställning)
- 1953 – Ibiza (samlingsutställning)
- 1955 – Gummessons, Stockholm (samlingsutställning)
- 1955 – "Gotländsk konst under 150 år" på Södervärnskolan, Visby
- 1961 – Gröna Paletten, Stockholm
- 1964 – Farmacia, Uppsala
- 1968 – Gotlands Fornsal, Visby
- 1970 – Pavillion Alter Botanischer Garten, München
- 1971 – Skansen, Stockholm (samlingsutställning)
- 1971 – Die Brücke, Düsseldorf
- 1974 – Galerie von Laar, München
- 1974 – Pavillion des Kurzentrums, Bad Windsheim
- 1976 – Rathus, Rothenburg
- 1978 – Fränkische Galerie, Nürnberg
- 1985 – Fornsalen, i regi av Gotlands konstförening, Visby
- 1992 – Gotlands konstmuseum, Visby (retrospektiv)
- 1995 – Claudelinska huset, Ljugarn (retrospektiv)
- 2018 – Cirkus Alyhr, Gotlands konstmuseum (retrospektiv) [10]

## Representation
Stig Alyhrs konst finns representerad bland annat vid Gotlands konstmuseum, Statens konstråd, Städtische Sammlung Bad Windsheim, Städtische Galerie im Lenbachhaus Handwerkskammer München och Städtische Sammlung Dortmund.
Den tyske professorn Wolfgang Grosch skrev en monografi 1978, Der Maler Stig Alyhr, om hans konstnärskap ur ett europeiskt perspektiv. Jurgen von Zweigbergk och Jan Brunius utgav 2003 biografiboken Stig Alyhr, målaren som älskade öar i samarbete med Stig Alyhr-sällskapet, som instiftades kort efter hans död 1995. Stiftelsen Stig Alyhr-sällskapet äger cirka 200 efterlämnade verk och anordnar bland annat utställningar runt om på Gotland.